# 亂彈 (樂團)
亂彈，台灣知名樂團，取台灣傳統北管音樂中「亂彈戲」的「亂彈」作為團名，現場演唱活力奔放、熱力襲人。1997年推出第一張專輯《希望》，將台灣民間音樂、搖滾樂風融合，創造出前衛風格，引起各界注目，並獲得多項獎項與肯定。
2000年發行第二張專輯《走馬燈》後，樂團演出活動便中止。2012年曾參與超犀利趴SUPER SLIPPER 趴三演唱會。

## 成員
亂彈為四名男子的樂團，在宜蘭的復興工專（現蘭陽技術學院）第一次相遇後，在搖滾樂還不被世人所接受的時代時，他們一起努力於搖滾樂，曾經有過一段除了音樂之外，什麼都沒有的日子。
| 陳泰翔 | 1970年12月17日 | 主唱兼吉他手、詞曲創作 |
| 楊明峰 | 1971年7月13日  | 吉他手                 |
| 戴中強 | 1971年1月1日   | 貝斯手                 |
| 童志偉 | 1970年12月25日 | 鼓手                   |

## 音樂作品

#### 正規專輯
| 專輯 | 發行日期  | 專輯名稱 | 語言      | 曲目 |
| 1    | 1997年9月 | 《希望》 | 國語/台語 | 1. 月光光 2. 良心 3. 希望 4. 寒風刺骨的思念 5. 來不及留住你 6. 午後雷雨 7. 收藏 8. 妹妹 9. 平常心 10. 你咁有在聽 |
| 2    | 1999年5月 | 《亂彈》 | 國語/台語 | 1. 走馬燈 2. 不一樣的朋友 3. 唉呀呀 4. 麻痺 5. 魔鬼 6. 淡水 7. 今晚別走開 8. 海邊坐 9. 美男子 10. 我要的不是你   |

#### 精選專輯
| 專輯 | 發行日期      | 專輯名稱                         | 語言      | 曲目 |
| 1    | 2002年4月25日 | 《絕口不再提亂彈阿翔唯一精選輯》 | 國語/台語 | 1. 愛雨多 2. 卜卦調 3. 絕口不再提 4. 花園 5. 久違了 6. 希望 7. 良心 8. 寒風刺骨的思念 9. 平常心 10. 你咁有在聽 11. 走馬燈 12. 我要的不是妳 13. 不一樣的朋友 14. 美男子 15. 海邊坐 |

## 獎項紀錄
| 年份 | 頒獎典禮           | 獎項           | 作品       | 結果 |
| ---- | ------------------ | -------------- | ---------- | ---- |
| 1997 | 中華音樂人交流協會 | 年度十大單曲   | 〈良心〉   | 獲獎 |
| 1998 | 第9屆金曲獎        | 最佳演唱組獎   | 《希望》   | 獲獎 |
| 1999 | 中華音樂人交流協會 | 年度十大單曲   | 〈走馬燈〉 | 獲獎 |
| 2000 | 第11屆金曲獎       | 最佳編曲人獎   | 〈走馬燈〉 | 提名 |
| 2000 | 第11屆金曲獎       | 最佳演唱團體獎 | 《亂彈》   | 獲獎 |